# Augusto Cristina
Augusto Cristina (Luino, 6 aprile 1914 – Grecia, 17 agosto 1943) è stato un calciatore italiano, di ruolo attaccante.

## Carriera
In gioventù militò nel Luino; giocò per una stagione in Serie A con il Modena.

## Palmarès

### Giocatore

#### Competizioni nazionali
- Serie C: 2

Anconitana-Bianchi: 1936-1937
Varese: 1942-1943